# Ceratias uranoscopus
Ceratias uranoscopus – gatunek ryby głębinowej z rodziny matronicowatych (Ceratiidae). Występuje we wszystkich oceanach, zwykle na głębokościach 500–1000 m p.p.m.